# Conrad von der Goltz
Conrad von der Goltz (bürgerlich Georg-Conrad Graf von der Goltz; * 18. Juni 1928 in Berlin; † 21. November 2023 in Regensburg) war ein deutscher Violinist.

## Leben
Conrad von der Goltz wurde als Sohn des Bankiers Georg-Conrad von der Goltz (1902–1985) und seiner aus Bergen (Norwegen) stammenden Frau Wanda, geb. Hjort (1902–1983), in Berlin geboren. Er erhielt seinen ersten Unterricht in seiner Heimatstadt Berlin und als Flüchtlingskind in Salzburg. Während des Zweiten Weltkriegs lebte seine Familie in Schweden. 1945 spielte er, mit 17 Jahren, im Städtischen Orchester Detmold. Ab 1948 studierte er zunächst in Hamburg und dann in Detmold bei Tibor Varga, an Meisterkursen nahm er bei Max Rostal und Wolfgang Schneiderhan teil.
Nach dem Studium wurde er Konzertmeister in Göttingen. 1956 war er Preisträger des ARD-Wettbewerbs in der Wertung Duo. Es folgte eine Stelle als Konzertmeister beim Philharmonischen Orchester Oslo, danach als 1. Konzertmeister beim Philharmonischen Staatsorchester Bremen und als Gast auch am SWR Sinfonieorchester Baden-Baden. 1963 wurde er Professor an der Hochschule für Musik Würzburg. Hier setzte er sich vor allem auch für die instrumentale Frühförderung ein. Conrad von der Goltz war Professor mit dem Fach Violine an der Hochschule für katholische Kirchenmusik & Musikpädagogik (HfKM) in Regensburg im Bereich der Jungstudierenden.
Er war Mitglied im Brahms-Trio, im Deutsch-englischen Mozart-Ensemble und im Kammerorchester von der Goltz.
Verheiratet war er mit der Pianistin Kirsti Hjort (1931–1990); ihre Kinder sind der Pianist Christian von der Goltz (* 1959), der Violinist Gottfried von der Goltz (* 1964) und die Cellistin Kristin von der Goltz (* 1966).